# Marcus Tullius Cicero

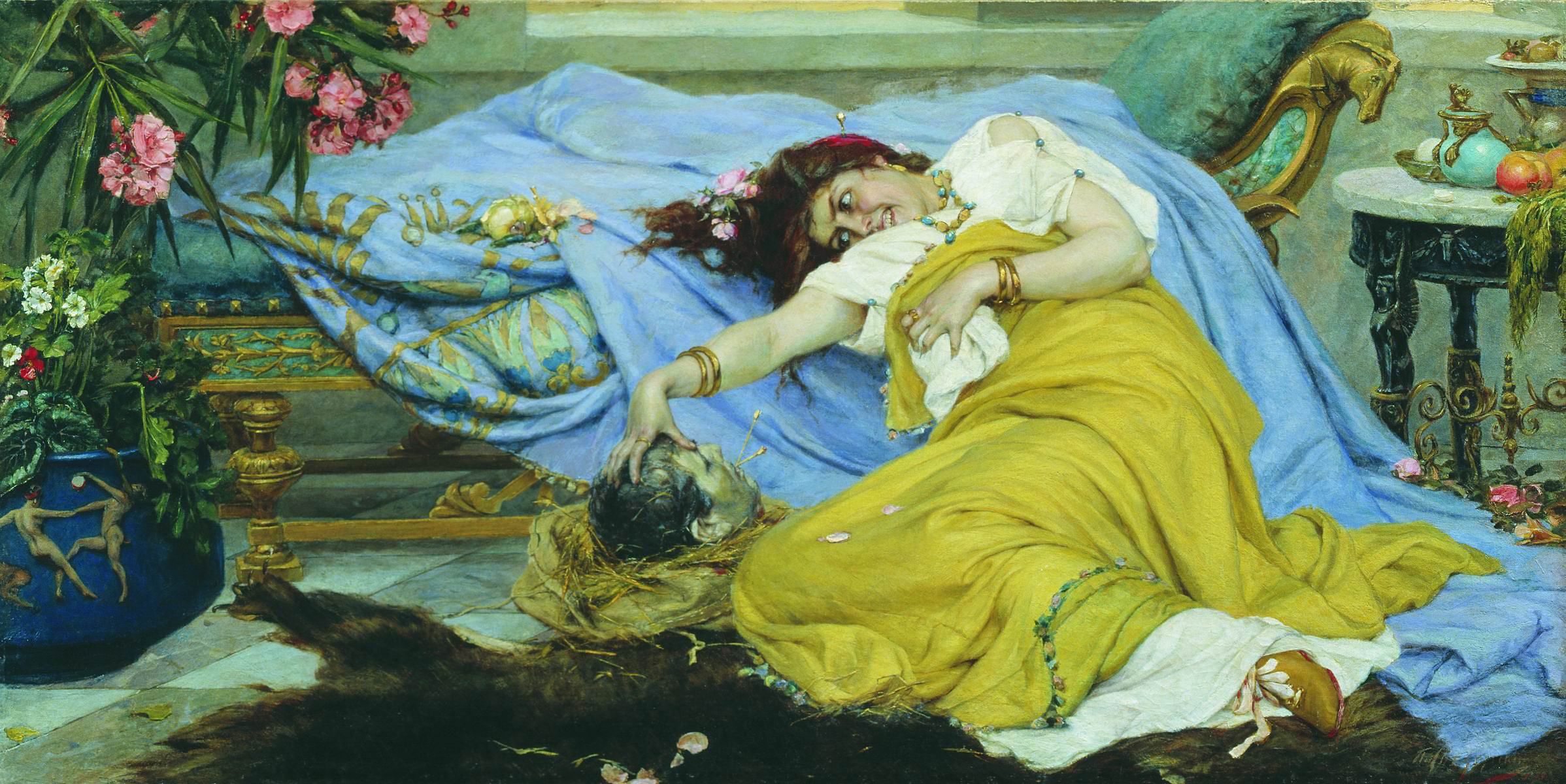

Marcus Tullius Cicero (n. 3 ianuarie 106 î.Hr., Arpino, Lazio, Regatul Italiei – d. 7 decembrie 43 î.Hr., Formia, Lazio, Regatul Italiei) a fost un filozof, politician, jurist, orator, teoretician politic, consul și constituționalist roman. El a jucat un rol important în perioada de sfârșit a Republicii romane. Activitatea sa literară și politico-socială s-a concretizat în domenii atât de numeroase, încât Cicero poate fi calificat drept un om universal, homo universalis. El a fost autorul roman care a exercitat cea mai profundă influență asupra literaturii latine și s-a manifestat ca unul dintre cei mai prolifici scriitori, mai prolific chiar decât Seneca și Augustin.

## Viața

### Tinerețe

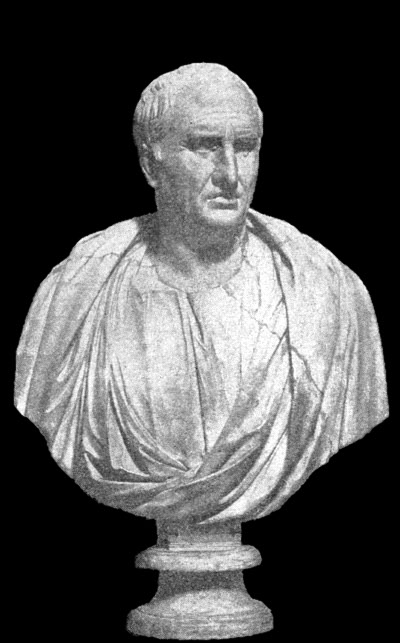
Marcus Tullius Cicero

Cicero s-a născut la Arpinum în Latium în data de 3 ianuarie 106 î.Hr., într-o familie de cavaleri și notabili municipali. După ce a urmat cursurile școlare obișnuite la Arpinum, Cicero este dus la Roma de către tatăl său, pe când avea 17 ani, iar în 88 î.Hr. ascultă expunerile lui Filon din Larisa, exponent al Noii Academii și elev al lui Carneade.

### Viața politică
A debutat ca orator și avocat în 81 î.Hr. Pentru a-și desăvârși formația intelectuală, audiază la Atena prelegerile filosofilor, iar în insula Rhodos devine elevul oratorului Molon. Începe o carieră senatorială și se angajează în viața politică. În 76 î.Hr., Cicero devine quaestor, iar apoi senator. În iulie 64 î.Hr. este ales consul pentru anul 63 î.Hr. În timpul consulatului său, Cicero descoperă așa numita conjurație a lui Catilina. El va ordona arestarea și executarea complicilor lui Catilina - fapt ce atrage nemulțumirea partidei popularilor în frunte cu Caesar, care-l va urmări cu înverșunare. După 60 î.Hr., orientarea politică și existența lui Cicero intră într-o adâncă criză. Începând din martie 58 î.Hr., petrece mai mult de un an de exil în Grecia; este o perioadă foarte dificilă pentru el.

### Proconsul al Ciliciei

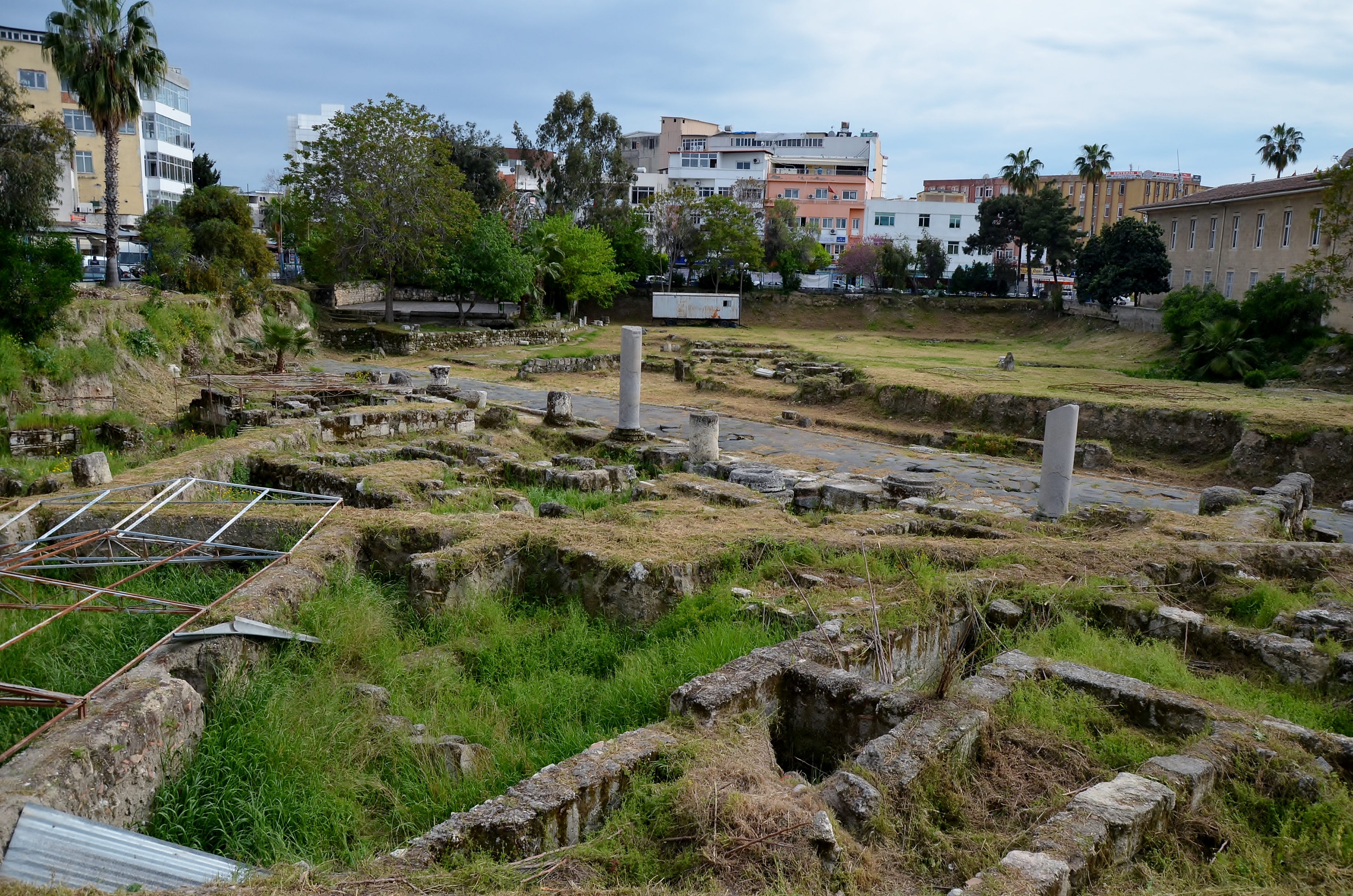
Ruine din Tarsus, capitala Ciliciei, provincia pe care Cicero a guvernat-o.

Între 51 - 50 î.Hr., Cicero a fost proconsul în Cilicia. Proconsulatul lui Cicero a avut loc într-o perioadă în care sistemul administrativ roman din provincii nu fusese încă standardizat, în special în ceea ce privește aplicarea dreptului. În provincii nu exista un sistem precis de legi, în special în materia drepturilor locuitorilor, ceea ce va facilita fuziunea dintre dreptul roman și cel local. Cicero, asemenea altor proconsuli din perioada sa, se va mulțumi prin a interpreta legiuirile emise de la Roma încercând să păstreze pe cât posibil spiritul legii romane.

### Război civil
Cicero a încercat în van să-i reconcilieze între ei pe Cezar și Pompeius, aflați acum în conflict. În cele din urmă trece de partea lui celui din urmă și a optimaților republicani, însă după înfrângerea acestora, se află printre primii care se întorc în Italia și obțin iertarea din partea lui Cezar. După asasinarea sa, în care se prea poate să fi fost implicat, Cicero devine destul de rapid liderul republicanilor, sperând într-o instaurare a republicii, lucru care atunci era imposibil. A încercat să-l manipuleze pe tânărul Octavianus (viitorul împărat Augustus, 27 î.Hr. - 14 d.Hr.) împotriva lui Marcus Antonius, pe care îl considera cel mai primejdios dușman al republicii, însă fără succes. În 7 decembrie 43 î.Hr. a fost ucis chiar de către oamenii lui Marcus Antonius.

## Opera
Cicero a alcătuit o operă imensă. Se pot distinge în primul rând discursurile ciceroniene în număr de 58, care reprezintă o fericită armonizare între talentul nativ, (ingenium), cultura vastă (doctrina) și practica forului (usus forensis). Discursurile acoperă o perioadă de 38 de ani (81-43 î. Hr.) de activitate retorică pusă în slujba cetățeanului și a cetății, "de la interesul sau nevoia cărora niciodată nu m-au sustras odihna, plăcerea sau somnul" (Pro Archia poeta, VI, 12). 
Între aceste discursuri se disting : 
- In Verrem (Împotriva lui Verres) - o serie de șapte discursuri ținute în 70 î.Hr. împotriva lui C. Verres, guvernatorul nedemn al Siciliei (73-70 î.Hr.), care era acuzat de a fi comis abuzuri foarte grave și malversațiuni în timpul guvernării Siciliei;
- se remarcă de asemenea In Catilinam (Împotriva lui Catilina, Catilinarele), poate cele mai cunoscute cuvântări ciceroniene pronunțate împotriva lui L. Sergius Catilina, după descoperirea conspirației acestuia împotriva republicii;
- celebre sunt și cele 14 discursuri pronunțate împotriva lui Marcus Antonius, In Marcum Antonium, care dorea să urmeze politica lui Caesar.

Cicero s-a remarcat și ca un teoretician al artei retorice, fiind socotit unul dintre părinții oratoriei antice. În tratatele sale, el face o incursiune în istoria oratoriei antice și o analiză a principalelor curente retorice care aveau adepți în epoca sa (aticismul și asianismul), dezbătând problema formării oratorului și a funcției sale în societate; oratorul ideal (orator summus et perfectus) este, în concepția lui, prototipul omului și cetățeanului desăvârșit, o personalitate complexă. El își materializează ideile în tratate numeroase, dintre care sunt demne de amintit: 
- De oratore libri tres (Trei cărți despre orator) - tratat alcătuit în 55 î. Hr., dedicat lui Quintus, fratele său și redactat sub forma unui dialog între celebritățile forului roman Crassus și Marcus Antonius (omonim al generalului);
- Partitiones oratoriae (Diviziunea părților artei elocinței) alcătuit în 54 î.Hr., un adevărat manual de retorică în formă dialogală între Cicero-tatăl și fiul său Marcus;
- deosebit de valoroase sunt și alte două lucrări ca Brutus, scris în 46 î.Hr., în care Cicero își proclamă idealurile sale de armonizare a tuturor ideilor școlilor retorice, opunându-se curentului aticist, prea simplu și sobru, care apăruse la Roma între 51-50 î.Hr. și tratatul Orator, unde Cicero își apără din nou idealul său retoric moderat, amenințat de influența crescândă a aticismului.

Opera omnia, 1566

Cicero are, de asemenea, o deosebită pasiune pentru filozofie, insuflată, după propria-i mărturie, de reprezentanții principalelor doctrine din acea vreme (epicureismul, stoicismul, neoacademismul) pe care îi audiase la Roma sau în Grecia, cu unii dintre ei păstrând relații chiar familiare (cum ar fi stoicii Diodotus și Posidonius, academicienii Philon și Antiochos).
Cicero se va dedica întru totul filozofiei după anul 56 î.Hr., când, dezamăgit de situația politică, caută un rost al existenței sale în scris, propunându-și să dea Romei o literatură filozofică proprie, în măsură să o elibereze de sub tutela spirituală a Greciei. Opera sa filozofică, chiar dacă nu reprezintă un corpus doctrinar, trebuie apreciată pentru adaptarea modelelor filozofiei grecești la spiritualitatea și mentalitatea romană și, mai ales, pentru impunerea unui limbaj filosofic latin, la crearea căruia Cicero are un merit incontestabil. Dintre lucrările sale cu caracter filosofic, merită menționate: 
- De republica (Despre stat) - dialog politic pe tema celei mai bune forme de guvernare și a calităților conducătorului ideal;
- De legibus (Despre legi) - tot un dialog politic pe tema legislației și a tipului ideal de constituție;
- De natura deorum (Despre natura zeilor) - scriere pe tema existenței și esenței divinității;
- De divinatione (Despre divinație) - abordând tema divinației ca har și artă a prezicerii viitorului;
- De fato (Despre destin) - o expunere despre problema destinului.

Cicero are și o vastă corespondență (peste 800 de scrisori) scrisă între anii 68 și 43 î.Hr., care este în același timp un dosar intim al scriitorului și o adevărată frescă a vieții Romei din vremea sa. Omul Cicero ni se descoperă aici cu o surprinzătoare sinceritate prin atitudinile politice și civice, prin viața zilnică din for sau din familie.

### Principalele opere
| Discursuri: - (81 ÎC) Pro Quinctious - (80 ÎC) Pro Sex. Roscio Amerino - (77 ÎC) Pro Q. Roscio Comoedo - (70 ÎC) Divinatio in Caecilium - (70 ÎC) In Verrem - (69 ÎC) Pro Tullio - (69 ÎC) Pro Fonteio - (69 ÎC) Pro Cæcina - (66 ÎC) Pro Lege Manilia or De Imperio Cn. Pompei - (66 ÎC) Pro Cluentio - (63 ÎC) De Lege Agraria contra Rullum - (63 ÎC) Pro Rabirio Perduellionis Reo - (63 ÎC) Pro Murena - (63 ÎC) In Catilinam I-IV - (62 ÎC) Pro Sulla | Discursuri: - (62 ÎC) Pro Archia Poeta - (59 ÎC) Pro Flacco - (57 ÎC) Post Reditum in Senatu - (57 ÎC) De Haruspicum Responsis - (57 ÎC) Post Reditum in Quirites - (57 ÎC) De Domo Sua - (57 ÎC) De Haruspicum Responsis - (56 ÎC) Pro Sestio - (56 ÎC) In Vatinium - (56 ÎC) Pro Caelio - (56 ÎC) De Provinciis Consularibus - (56 ÎC) Pro Balbo - (55 ÎC) In Pisonem - (54 ÎC) Pro Plancio - (54 ÎC) Pro Rabirio Postumo - (54 ÎC) Pro Milone - (44 ÎC) Philippics | Opere filozofice: - De Inventione - De Optimo Genere Oratorum - Topica - De Oratore - De Fato - Paradoxa Stoicorum - De Partitione Oratoria - Brutus, Orator - De Re Publica - De Consulatu Sua - De Legibus - De Finibus - Tusculanæ - Disputationes - De Natura Deorum - Academica - Cato Maior de Senectute - Laelius de Amicitia - De Divinatione - De Officiis - Commentariolum Petitionis | Scrisori: - Ad Atticum - Ad Familiares - Ad Quintum - Ad Brutum |